# BK Prometeï
Le BK Prometeï (en ukrainien : БК Прометей) est un club ukrainien de basket-ball fondé en 2018.

## Historique
Le club omnisports Prometeï voit le jour en septembre 2018 à Kamianske. Les deux fondateurs Volodymyr Dubynskyi et Pavlo Chukhno ont comme priorités le basket-ball et le volleyball. Soutenu par la Fédération ukrainienne, le club fait ses débuts en deuxième division nationale lors de la saison 2018–2019, qu’il termine en champion invaincu des play-offs.
Prometeï intègre la Souperliha en 2019–2020 et y obtient la 3e place. Le club se renforce avec des joueurs internationaux et remporte son premier championnat national en 2021. La même année, il devient la première équipe ukrainienne à passer la phase de qualification de la Ligue des champions FIBA.
En 2022, suite à l'invasion russe, Prometeï cesse ses activités en Ukraine mais reprend la compétition en 2022–2023 depuis Riga (Lettonie), disputant l’EuroCoupe et le championnat lettono-estonien, qu’il remporte en 2023 et 2024.
En 2024 le club est contraint de cesser ses activités en raison des problèmes judiciaires qu'encourait son président Volodymyr Dubynskyi.

## Palmarès
- Champion de Lettonie et d'Estonie : 2023, 2024
- Championnat d'Ukraine : 2021
- Championant d'Ukraine D2 : 2019